# Las Vegas Aces
Las Vegas Aces (en español, Ases de Las Vegas) son un equipo profesional de baloncesto femenino de los Estados Unidos con sede en el área metropolitana de Las Vegas, Nevada. Compiten en la Conferencia Oeste de la Women's National Basketball Association (WNBA) y disputa sus partidos en el Mandalay Bay Events Center, ubicado en el suburbio de Paradise.
El equipo fue fundado en 1997 en Salt Lake City, Utah, con el nombre de Utah Starzz, una de las ocho franquicias originales de la WNBA. En 2003 el equipo se mudó a San Antonio, Texas, donde cambió su nombre por el de San Antonio Silver Stars y en 2014, simplemente Stars. En 2017 las Stars se trasladaron a Las Vegas, donde adoptaron su denominación actual.
En la temporada 2022 logró su primer campeonato, tras derrotar en las finales a las Connecticut Sun.

## Historia

### Utah Starzz (1997-2002)
Uno de los ocho equipos que comenzaron jugando en la WNBA fueron las Utah Starzz, llamadas así mezclando el nombre del vejo equipo de la ABA, los Utah Stars, añadiendo las zz del final del nombre del equipo masculino de la ciudad de la NBA, Utah Jazz. En su primera temporada obtuvieron el peor balance de victorias-derrotas, ganando únicamente 7 partidos, lo que les dio opción a elegir en primera posición al año siguiente en el draft. Se hicieron con los servicios de Margo Dydek, jugadora polaca de 2,18 metros de altura, con diferencia la jugadora más alta de la competición de todos los tiempos. Pero desafortunadamente ello no ayudó a mejorar, ya que en las dos temporadas siguientes volvieron a terminar entre los puestos más bajos de la competición.
En la temporada 2000 acaban por fin con balance positivo la liga regular, pero eso no les vale para entrar en los play-offs, algo que sí sucedería en 2001, donde fueron batidas en primera ronda por Sacramento Monarchs. En 2002 repitieron éxito, ganando por primera vez una eliminatoria, ante Houston Comets, pero cayendo ante las eventuales campeonas, Los Angeles Sparks, en las Finales de Conferencia.

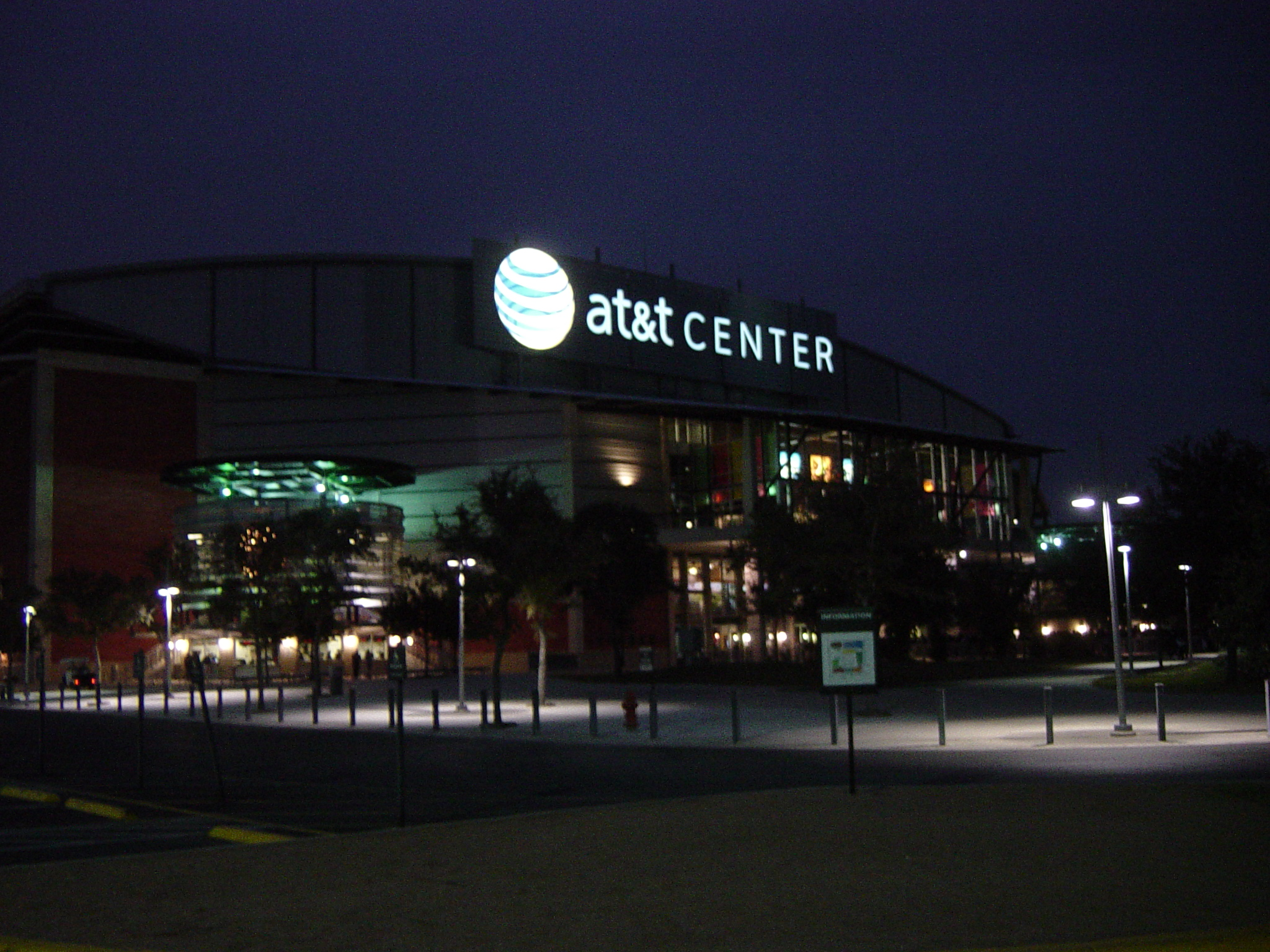
El AT&T Center, donde disputan sus partidos las Silver Stars.

### San Antonio Silver Stars (2003-2017)
Cuando la NBA se desentendió de las franquicias de la liga femenina, al finalizar la temporada 2002, el dueño de Utah Jazz no quiso ser parte también de las Starzz. Tras meses buscando comprador, lo hallaron en Peter Holt, propietario de San Antonio Spurs, que se llevaría el equipo a la ciudad tejana. El nombre del equipo cambió por el de San Antonio Silver Stars, y sus colores pasaron a ser el negro y el plata, a semejanza de los Spurs.
Nada más estar recolocadas, se produjeron importantes cambios en la plantilla, traspasando a Natalie Williams y Coretta Brown a Indiana Fever a cambio de Sylvia Crawley y Gwen Jackson. Tras dos temporadas, la 2003 y la 2004 fuera de playoffs, el equipo traspasó también a su estrella Margo Dudek.
Tras cuatro años de sequía, su primera aparición como Silver Stars en playoffs llegó en 2007, donde ganaron a Sacramento Monarchs en primera ronda, para caer en la Final de Conferencia ante Phoenix Mercury, el mejor equipo de la temporada regular y finalmente campeonas de la liga.

### Las Vegas Aces (2017 - presente)
En octubre de 2017 el equipo fue vendido a MGM Resorts International, recolocándolo en Las Vegas, y pasando a denominarse Las Vegas Aces.
En enero de 2021 Mark Davis, propietario de los Las Vegas Raiders de la National Football League (NFL), adquirió las Aces. La operación fue aprobada por la WNBA el 12 de febrero. Las Aces terminaron 2021 como el segundo mejor equipo de la liga con un balance de 24-8. Sin embargo, fueron eliminadas en las semifinales por las Phoenix Mercury. Tras la eliminación, Laimbeer anunció su retirada como entrenador.
El 6 de marzo de 2024 las Aces cambiaron sus colores por el plateado y el negro, el mismo esquema de colores de los Raiders.

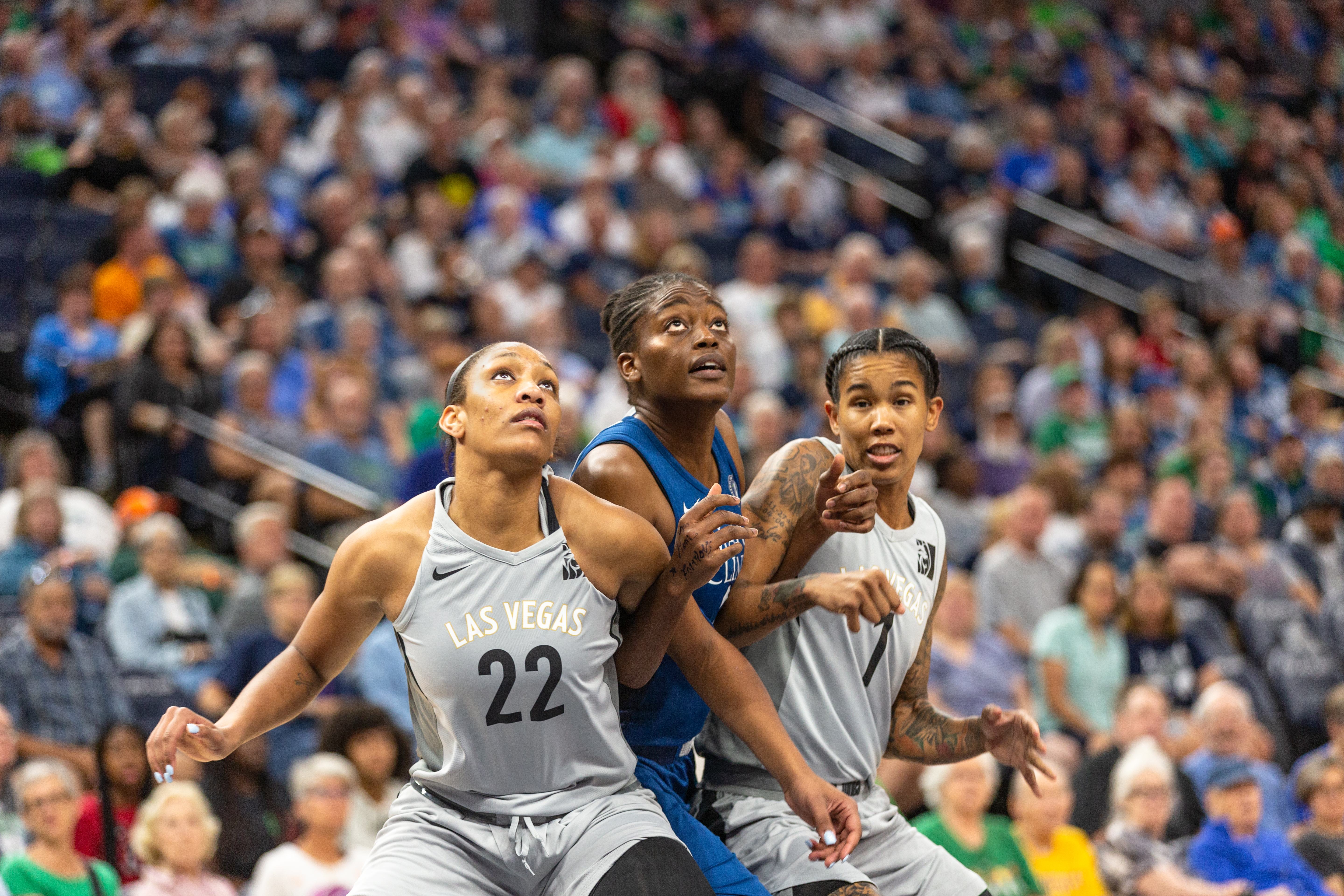
A'ja Wilson 2018.